# 흡수 법칙
흡수법칙(영어: absorption law)은 집합의 연산성질과 논리회로 수학인 불 대수에서도 사용되는 용어이다

## 흡수법칙의 성질
- A와 B가 교집합이면서 A와 합집합일시 A와 같다.

{\displaystyle A\cup (A\cap B)=A}
- A와 B가 합집합이면서 A와 교집합일시 A와 같다.

{\displaystyle A\cap (A\cup B)=A}

## 증명
흡수 법칙은 벤 다이어그램을 사용하여 간단히 증명할 수 있다.